# Dynastia Niceforów
Dynastia Niceforów – dynastia władająca Cesarstwem Bizantyjskim w latach 802–813. Jej założycielem był Nicefor I patrycjusz z Seleucji, mający arabskie korzenie. Cesarzowa Irena mianowała go ministrem finansów. Z pomocą innych patrycjuszy i eunuchów udało mu się zdetronizować i wygnać Irenę. Ich panowanie charakteryzowało się największymi klęskami zadanymi ze strony Bułgarów (w 811 Nicefor I – poległ w bitwie z nimi, co nie zdarzyło się od czasów bitwy z Wizygotami pod Adrianopolem w 378). Nierozwiązany też został problem ikonoklazmu.

## Cesarze bizantyńscy
- Nicefor I: (802–811),
- Staurakios: (811),
- Michał I Rangabe: (811–813).